# A Doonesbury Special
A Doonesbury Special ist ein US-amerikanischer animierter Kurzfilm von John Hubley,  Faith Hubley und Garry Trudeau aus dem Jahr 1977.

## Handlung
Der alternative Zonker Harris schwimmt gerade in einem Teich, als ihm verkündet wird, dass das Essen fertig ist. Zonker lebt in einer ehemals alternativen Kommune, schaut sich im Fernsehen den Titel Stop in the Middle der Gruppe um Jimmy Thudpucker an und hält schließlich am Essenstisch eine Rede, in der er das Ende der Kommune vorschlägt. Jeder sollte doch in eine normale Wohnanlage ziehen. Die anderen Kommunenbewohner rekapitulieren ihre wilde Zeit:
Alle waren auf einem Friedenskonzert von Jimmy Thudpucker, sangen mit ihm I Do Believe und prügelten sich anschließend mit Polizisten. Ein Footballmatch ging schief, weil statt zu spielen lieber unter Drogeneinfluss zu alternativen Themen und theoretischen Konzepten diskutiert wurde, was den Kapitän der Gruppe B.D. zur Verzweiflung brachte.
Inzwischen ist B.D. nicht mehr aktiver Footballer und schaltet den Fernseher ab, als ihm der Spielverlauf nicht gefällt. Mark Slackmeyer diskutiert mit Mike Doonesbury unter anderem über den Vietnam-Krieg, was B.D. als Vietnam-Veteran missfällt. Mike sucht Joanie Caucus in der Küche auf. Sie wäscht ab und rekapituliert, wie sich ihr Leben verändert hat. Sie muss sich als Kindergärtnerin im Walden Day Care Center dem Frauen-Klischee gemäß immer noch um Kinder kümmern, wird dafür aber wenigstens (schlecht) bezahlt und streut auch unter den Mädchen ihrer Gruppe feministische Ansichten. Ein Junge beschwert sich bei ihr, dass die Mädchen der Gruppe eher wie Jungen seien. Zwei der Mädchen nehmen an einer Rockversion des Krippenspiels teil.
Eines der Mädchen kommt bei Mike vorbei und holt Joanie zur Aufführung ab. Joanie wäscht zu Ende ab und das feministisch beeinflusste Mädchen will von Mike wissen, warum Joanie abwaschen muss. Mike erwidert, dass sie an der Reihe ist. Das Mädchen hat vage Vorstellungen von den 68ern und will wissen, was aus den „Revoluzzern“ von damals geworden ist, ob man noch in Kontakt stehe oder einen Newsletter führe. Mike verneint. Er vermutet, dass die meisten einfach fühlen, wie die Gegenwart vorübergeht, und auf ihre Weise am Geschehen beteiligt sind. Nur Zonker schnorchelt wieder weltvergessen im Teich.

## Produktion
A Doonesbury Special beruht auf der Comic-Reihe Doonesbury, die Garry Trudeau 1970 entwickelt hatte. Trudeau war als Regisseur, Produzent und Drehbuchautor am Film beteiligt. Der Film war die letzte Arbeit von John Hubley, der während der Dreharbeiten im Februar 1977 während einer Herzoperation verstarb. Der Film erlebte am 27. November 1977 seine Premiere.
Der Film beinhaltet zwei Lieder des fiktiven Sängers Jimmy Thudpucker. Sie wurden von James Allen Brewer geschrieben und gesungen.

## Auszeichnungen
A Doonesbury Special wurde 1978 für einen Oscar in der Kategorie „Bester animierter Kurzfilm“ nominiert, konnte sich jedoch nicht gegen Le château de sable durchsetzen. Auf den Internationalen Filmfestspielen von Cannes 1978 gewannen John (postum) und Faith Hubley sowie Garry Trudeau den Preis der Jury, den sie sich mit Oh My Darling teilten. A Doonesbury Special lief zudem im Wettbewerb um die Goldene Palme in der Kategorie „Bester Kurzfilm“, die an La traversée de l’Atlantique à la rame ging.